# Björsboda
Björsboda är en by i Föglö kommun på Åland med 15 invånare (2023). Den ligger i den del av kommunen som kallas Västersocken och hörde fram till 2006 till Föglö församling, därefter till Ålands södra skärgårdsförsamling.
Byn har medeltida ursprung och är sannolikt den äldsta i Västersocken. Den består av tre gamla hemman. Bönderna förr i tiden försörjde sig som jordbrukare och fiskare samt ägnade sig åt boskapsskötsel och en del skogsbruk. De tillverkade ost som de sålde liksom färsk och saltad fisk, kreatur och ved. Bönderna på ett par av gårdarna tjänstgjorde som lotsar vid Flisöberg.

## Geografi
Björsboda ligger på ön Prästlandet tillsammans med byn Prästgården. Ön är delad ungefär mitt itu med en gräns i nordvästlig–sydostlig riktning. Den västra halvan tillhör Björsboda, den östra Prästgården. Till Björsboda hör också en del mark på norra delen av ön Näversholma (gården Höglunds, också kallad Östergårds).
Björsboda har vattengräns i norr mot byn Degerby, i väster mot byarna Hummersö och Kallsö samt i söder mot Skogboda, Klovskär, Bråttö och mot öppet hav. Till byn hör ett stort vattenområde söder om hemlandet med åtskilliga holmar, skär och klippor. En del av holmarna listas längre ner. 
Björsboda och övriga Västersocken har förbindelse med resten av Föglö via Gollansbron över Kyrksundet, det sund som skiljer Västersocken från Degerö.

## Historia
Björsboda är helt säkert urbyn i Västersocken. Till de tidiga invånarnas domäner hörde sannolikt inte bara de nuvarande byarna Björsboda och Prästgården (ön Prästlandet) utan också Hummersö och Kallsö liksom de mer perifera Bråttö och Flisö. Visserligen är Björsboda en relativt liten by med bara tre gamla hemman, men ursprungligen har den helt säkert varit större. Prästgården torde ha tillkommit genom att kanske halva byn skildes av och togs i anspråk för kyrkans behov.

### 1500- och 1600-talet
Första gången vi möter Björsboda i de historiska handlingarna är – liksom när det gäller många andra byar i Föglö – inte förrän i 1537 års skattebok. Då hade byn tre bönder: Eskil, Dorotea och Jeppe Hansson, vilka är de tre första Björsbodabor som vi känner namnet på. Tre gårdar kom att bli det bestående i byn under seklerna.
Under de hårda åren i slutet av 1500-talet och början av 1600-talet, då så många gårdar i Föglö blev öde, drabbades också Björsboda. Två av gårdarna – Mellangård och Norrgård – är i skattelängderna antecknade som öde från 1603. Båda verkar dock ha återbefolkats relativt snabbt, omkring 1606–07.
Den första beskrivningen av Björsboda finner vi i 1661 års jordebok: ”Tämligen god timmer- och brännvedskog i denna byn, samt mulbete till nödtorften, fjällfiskedräkt sammaledes, små humlegårdar för vardera, skötläggning 6 mil i havet.” Det vill säga: Det fanns bra skog i Björsboda, inte bara ved att elda med utan också timmerskog som kunde användas vid husbyggnad. Kreaturens bete räckte till byns behov, och det gjorde också fjällfisket (som vanligtvis mest gällde abborre och gädda). Strömmingsfiske med skötar bedrev byborna hela sex mil hemifrån. Varje gård odlade egen humle (användes vid öltillverkning).

### 1700-talet
Stora ofreden i början av 1700-talet kom att drabba ålänningarna hårt och en del byar i Föglö särskilt hårt. Till dem hörde Björsboda. Förutom att invånarna – liksom nästan alla ålänningar – brådstörtat tvingades fly från sina hem på sensommaren 1714 när ryska trupper ockuperade landskapet, fick de också sina gårdar och marker mer eller mindre totalförstörda. Av tingsprotokollen från början av 1720-talet, när befolkningen hade kunnat återvända efter den åtta år långa flykten, framgår att kyrkan och prästgården samt prästgårdens skog och gärdsgårdar var uppbrända. Det finns ingen anledning att tro att närbelägna Björsboda skulle ha klarat sig bättre, särskilt inte som byborna beviljades så mycket som nio skattefria år för att kunna sätta gårdarna i stånd. Men trots förödelsen i Björsboda återkom familjerna på alla tre gårdar och byggde upp sina ödelagda hem.
Den första kartan över Björsboda upprättades 1773–74 av lantmätaren Adolph Robert Helleday i samband med att han skattlade byn. Kartan omfattar också Prästgården som hade sina ägor mer eller mindre sammanvävda med Björsboda. Delar av utmarken hade de båda byarna också samfällt. Av lantmätarens beskrivning framgår att bönderna måste vara mångsysslare för att få ekonomin att fungera. De ägnade sig åt jordbruk, grödorna var i första hand råg och korn men också en del vete, kål och ärter, och boskapsskötsel samt skogsbruk. Skogen bestod mest av tall, gran och en del al, och räckte till brännved, gärdsel, stör och timmer. Dessutom kunde några famnar ved säljas. Bönderna var också fiskare. Om vårarna använde de abborrnot, ryssjor och mjärdar, om höstarna drog de lillnot kring hemlandet, Ramsö, Estö och Gisselö. Mest fångades gädda, abborre och mört, som räckte till de egna behoven men en del kunde också säljas. Med krok fångades också en del gädda som saltades in och såldes. Något strömmingsfiske bedrev inte byborna, istället måste de köpa strömming till de egna hushållen. Årligen kunde Björsbodaborna sälja några lispund ost och färsk fisk samt en del kreatur, saltade gäddor och ved. Inkomsterna räckte till att betala kronoutskylderna (skatterna) och köpa nödvändiga varor som spannmål, strömming, salt, hampa, tjära och järn.
Två av gårdarna i Björsboda (Norrgård och Södergård) var lotshemman. Bönderna tjänstgjorde också som lotsar vid Flisöbergs lotsplats i Flisö.

### Befolkningsutveckling
| Befolkningsutvecklingen i Björsboda 1970–2020 | Befolkningsutvecklingen i Björsboda 1970–2020 | Befolkningsutvecklingen i Björsboda 1970–2020 | Befolkningsutvecklingen i Björsboda 1970–2020 | Befolkningsutvecklingen i Björsboda 1970–2020 |
| --------------------------------------------- | --------------------------------------------- | --------------------------------------------- | --------------------------------------------- | --------------------------------------------- |
|                                               |                                               |                                               |                                               |                                               |
| År                                            |                                               |                                               | Folkmängd                                     |                                               |
| 1970                                          | 1970                                          |                                               | 37                                            |                                               |
| 1980                                          | 1980                                          |                                               | 38                                            |                                               |
| 1990                                          | 1990                                          |                                               | 30                                            |                                               |
| 2000                                          | 2000                                          |                                               | 29                                            |                                               |
| 2010                                          | 2010                                          |                                               | 22                                            |                                               |
| 2020                                          | 2020                                          |                                               | 19                                            |                                               |
|                                               |                                               |                                               |                                               |                                               |

## Livet i byn förr
Etnologen Per-Ove Högnäs vid museibyrån på Åland gjorde i april 1994 en intervju med Anna Nordblom (1913–2009) om livet i Björsboda förr. Hon berättade att fisket tidigare hade större ekonomisk betydelse än jordbruket. Både strömming- och fjällfiske förekom. I samband med fisket vistades man på fiskelägena Grillskär och Skottskär. Flera familjer var på Grillskär, man sov där bara över natten medan skötarna var ute. På kvällen kokades mjölgröt ute, grytan stod på en trefot, och bröd och mjölk hade man med sig. Barnen var inte med. Strömmingen såldes till höstmarknaden i Helsingfors. Sedan skötarna tagits upp på morgonen for man hem till byn där fisken reddes. Strömming kokades nere vid stranden vid sjövistet vid Björsbodasund, där fanns tre båthus och sjöbodar. 
Sörgårds var den största gården i byn. De hade omkring tio kor. Torparna hade en eller två kor. De betade tillsammans med böndernas kreatur. I min barndom fanns det midsommarstång på Högberg. En av byns bönder blev arg på allt ståhej på midsommarafton, så en midsommardag högg han omkull stången. I Norrgårds ”norrskogen” fanns ett dansarberg. Alla bondgårdar i byn hade tidigare egna kvarnar och rior. På sommaren flyttade man ut till lillstugan, medan stora huset stod uppstädat. 
På Ramsö hade tre gårdar från Björsboda sina kor på gemensamt bete. Tre eller fyra kvinnor seglade eller rodde dit morgon och kväll för att mjölka, och det fanns två par åror i båten. Sörgårds hade en stor båt att föra djuren med. Den kallades för ”Tritus”. Smör såldes till Degerby. Man saltade och packade också ner smör i träbyttor och sålde till Helsingfors och Stockholm. Mamma for till Helsingfors marknad, då hade hon svartbröd och ullgarn med sig.

## Hemmanen
I Björsboda har sedan 1500-tal funnits tre hemman. Från början  var de olika stora (65, 64 1/2 och 69 jordmark), men omkring 1630 gjorde bönderna hemmanen lika stora, 64 1/2 jordmark eller 1/2 mantal. På 1700-talet förmedlades de till 11/32 mantal. I jordeböckerna ges de omkring 1730 nummer (1–3). Från 1830 är de också noterade med namn. 
- 1, Norrgård, ett skattehemman, blev tidigt på 1600-talet ett kronohemman på grund av obetalda skatter och köptes åter till skatte 1864. Lotshemman på 1700- och 1800-talen. Norrgård har namn efter läget i byn.[9]
- 2, Mellangård, ett skattehemman, delat omkring 1730 i två brukningsdelar, Mellangård (också kallad Östergård) och Västergård. På 1773–1774 års karta finns ännu bara en gårdstomt, men på 1832 års karta över byn har Mellangård två tomter, kallade Mellangård och Östergård.[10]
- 3, Södergård, ett skattehemman, blev tidigt på 1600-talet ett kronohemman på grund av obetalda skatter och köptes åter till skatte 1710. Lotshemman på 1700- och 1800-talen. Södergård har namn efter läget i byn.[11]

## Holmar och skär
Bland holmar, skär och klippor som hör till Björsboda kan nämnas:
- Bredskär (visa på karta), största längd 330 meter, har genom landhöjningen växt samman med Rönnskär.
- Brunnskär (visa på karta), 9,2 hektar, största längd 430 meter.
- Brunnskärs kobbarna (visa på karta), 1,9 hektar, största längd 240 meter.
- Bråbänken (visa på karta), ett klippa ute i havet, drygt 12 kilometer från Björsboda.
- Norra Fjärdbådan (visa på karta), några klippor ute i havet, 15 kilometer från Björsboda.
- Ramsö (visa på karta), 43,6 hektar, största längd 1,1 kilometer.
- Rantkobben (visa på karta), 0,6 hektar, största längd 120 meter.
- Rönnskär (visa på karta), största längd 375 meter, har genom landhöjningen växt samman med Bredskär.
- Skötkobben (visa på karta), 0,6 hektar, största längd 110 meter, ligger strax söder om Österrant.
- Stora Estö (visa på karta), största längd 1,1 kilometer.
- Södra Fjärdbådan (visa på karta), några klippor ute i havet, 15 kilometer från Björsboda.
- Tvihällarna (visa på karta), ett par klippor i havet.
- Tvihällorna (visa på karta), ett par klippor i havet strax öster om Österrant.
- Västra Fjärdbådan (visa på karta), några klippor ute i havet, 15 kilometer från Björsboda.
- Äspskär (visa på karta), 6,8 hektar, största längd 410 meter.
- Östergrundet (visa på karta), 0,6 hektar, största längd 100 meter.
- Österrant (visa på karta), 2,3 hektar, största längd 340 meter. – Österrant finns införd i jordeboken (första gången 1840) som Östra Rantarne, tre små holmar, med noteringen att det inte hade kunnat utredas huruvida de tillhörde kronan eller ej. I senare jordeböcker är de noterade som krono.
- Östra Fjärdbådan (visa på karta), några klippor ute i havet, 15 kilometer från Björsboda.